# Stade de Fortuna Sittard
 (avril 2025).
Si vous disposez d'ouvrages ou d'articles de référence ou si vous connaissez des sites web de qualité traitant du thème abordé ici, merci de compléter l'article en donnant les références utiles à sa vérifiabilité et en les liant à la section « Notes et références ».
Le Stade de Fortuna Sittard (en néerlandais : Fortuna Sittard Stadion), ancien nom : Stade Offermans Joosten (en néerlandais : Offermans Joosten stadion), est un stade de football néerlandais situé dans la commune néerlandaise de Sittard dans la province de Limbourg. Ce stade de 12000 places accueille les matches à domicile du Fortuna Sittard.

## Logos

Logo entre 2009 et 2013